# Malicia Grym
Malicia Grym är en fiktiv person skapad av Terry Pratchett.

## Kuriosa
Malicia växte upp i Überwald, i staden Skummenplatz, som dotter till borgmästaren. Hon älskade redan då att läsa och då särskilt sagohistorier. Hon läste ofta hennes släktingars böcker, och hon bytte sedan namn till deras efternamn, Grym. Hon uppfattar världen som en saga och har alltid med sig en väska med olika saker i ifall hon t.ex. skulle bli fången inuti en enorm metallbläckfisk.